# Catalog de servicii pentru web
Catalog Service for the Web (CSW), văzut uneori ca Catalog Service-Web, este un standard pentru expunerea unui catalog de înregistrări geospațiale în XML pe Internet (prin HTTP). Catalogul este alcătuit din înregistrări care descriu date geospațiale de ex KML), servicii geospațiale (de ex WMS) și resurse conexe.
CSW este o parte (sau „un profil”) a serviciului de catalog OGC, care definește interfețele comune pentru a descoperi, răsfoi și interoga metadate despre date, servicii și alte resurse potențiale. Versiunea 2.0 a specificației a fost lansată în mai 2004. Cea mai recentă versiune este 2.0.2, care a fost publicată în 2007.
Înregistrările sunt în XML conform standardului. De obicei, înregistrările includ Dublin Core, ISO 19139 sau metadate FGDC, codate în caractere UTF-8. Fiecare înregistrare trebuie să conțină anumite câmpuri de bază, inclusiv: Titlu, Format, Tip (de ex Dataset, DatasetCollection sau Service), BoundingBox (un dreptunghi de interes, exprimat în latitudine și longitudine), sistem de coordonate de referință și asociere (un link către o altă înregistrare de metadate).
Operațiunile definite de standardul CSW includ:
- GetCapabilities: „permite clienților CSW să recupereze metadatele serviciului de pe un server”
- DescribeRecord: „permite unui client să descopere elemente ale modelului de informații acceptat de serviciul de catalog țintă. Operațiunea permite descrierea unora sau a tuturor modelelor de informații ".
- GetRecords: căutați înregistrări, returnând ID-uri de înregistrare
- GetRecordById: "preia reprezentarea implicită a înregistrărilor de catalog folosind identificatorul lor"
- GetDomain (opțional): „folosit pentru a obține informații de execuție despre intervalul de valori ale unui element de înregistrare a metadatelor sau parametru de solicitare”
- Harvest (opțional): creați/actualizați metadate cerând serverului să „extragă” metadatele de undeva
- Transaction (opțional): creați / editați metadate „împingând” metadatele pe server

Cererile pot codifica parametrii în trei moduri diferite:
- GET cu parametrii URL
- POST cu sarcină utilă codificată de formular
- POST cu sarcină utilă XML

Răspunsurile sunt în XML.

## Interacțiunea eșantionului
GeoServer implementează multe standarde OGC, inclusiv CSW. Un exemplu al operației DescribeRecord este următorul:
```
http://localhost:8080/geoserver/csw?service=CSW&version= 2.0.2&request=DescribeRecord&typeName=gmd:MD_Metadata%5B%5D
```

Un răspuns (trunchiat):
```
<? xml version = "1.0" encoding = "UTF-8"?>
<csw: DescribeRecordResponse xmlns: csw = " 
http://www.opengis.net/cat/csw/2.0.2
 " xmlns: xsi = " 
http://www.w3.org/2001/XMLSchema-instance
 " xsi: schemaLocation = " 
http://www.opengis.net/cat/csw/2.0.2
 
http: // localhost: 8080 / geoserver / schemas / csw / 2.0.2CSW-discovery.xsd% 5B% 5D
 ">
<csw: SchemaComponent targetNamespace = " 
http://www.opengis.net/cat/csw/2.0.2
 " schemaLanguage = " 
http://www.w3.org/XML/Schema
 ">
<xs: schema xmlns: xs = " 
http://www.w3.org/2001/XMLSchema
 " xmlns: xlink = " 
http://www.w3.org/1999/xlink
 " xmlns: gco = " 
http: / /www.isotc211.org/2005/gco
 "xmlns: gmd =" 
http://www.isotc211.org/2005/gmd
 "targetNamespace =" 
http://www.isotc211.org/2005/gmd
 "elementFormDefault =" calificat "version =" 2012-07-13 ">

<!
 - ================================= Adnotarea ============== ================== ->
 <xs: adnotare>
 <xs: documentation> Limbajul de markup extensibil Geographic MetaData (GMD) este o componentă a schemei XML Implementarea informațiilor geografice metadate documentată în ISO / TS 19139: 2007. GMD include toate definițiile 
http://www.isotc211.org/2005/gmd
 spațiu de nume. Documentul rădăcină al acestui spațiu de nume este fișierul gmd.xsd. Această schemă identification.xsd implementează schema conceptuală UML definită în A.2.2 din ISO 19115: 2003. Acesta conține punerea în aplicare a următoarelor clase: MD_Identification, MD_BrowseGraphic, MD_DataIdentification, MD_ServiceIdentification, MD_RepresentativeFraction, MD_Usage, MD_Keywords, DS_Association, MD_AggregateInformation, MD_CharacterSetCode, MD_SpatialRepresentationTypeCode, MD_TopicCategoryCode, MD_ProgressCode, MD_KeywordTypeCode, DS_AssociationTypeCode, DS_InitiativeTypeCode, MD_ResolutionType. </ Xs: documentație>
</ xs: adnotare>
```

## Versiuni
Versiunile 2.0.0, 2.0.1 și 2.0.2 sunt subtil diferite și diferiți furnizori le implementează cu variații. De obicei, un server CSW va accepta cereri numai într-o singură versiune CSW, iar clientului îi revine flexibilitatea. de exemplu Geoportalul ESRI poate fi configurat pentru a culege documente de pe servere CSW dintr-o varietate de versiuni și variante de furnizor  cum ar fi „GeoNetwork CSW 2.0.2 APISO”.

## Vezi si
- Serviciu de hărți web (WMS)
- Serviciu de funcții web (WFS)
- Serviciu de acoperire web (WCS)
- Serviciu de procesare a acoperirii web (WCPS)
- Serviciu de procesare web (WPS)

## linkuri externe
- Serviciul de catalog OGC
- Specificații de implementare a serviciului de catalog OpenGIS (PDF)
- Implementări ale CSW 2.0.2 înregistrate la OGC Arhivat în 20 iulie 2019, la Wayback Machine.
- OGC e-Learning despre CSW
- pycsw - Implementare open source Python a CSW
- GeoNetwork - Implicare Java open source a CSW
- OWSLib - Client Python open source pentru CSW 2.0.2